# Prelude (альбом April)
«Prelude» (с англ. — «Вступление»)  — третий мини-альбом южнокорейской гёрл-группы APRIL, выпущенный 4 января 2017 года DSP Media, и распространён LOEN Entertainment. Это первое возвращение группы в составе из шести человек с прибавлением Чекён и Рейчел, после того, как официально ушли Сомин в ноябре 2015 и Хёнджу в октябре следующего года.

## Предыстория и релиз
20 декабря 2016 года DSP Media подтвердило, что APRIL выпустит их третий мини-альбом под названием Prelude 4 января 2017 года. Название альбома Prelude представляет собой новое начало группы, с их новым составом, состоящим из Чекён, Чавон, Наын, Йена, Рейчел и Джинсоль. На следующий день был выпущен треклист альбома, который включается в себя 9 треков с 5-ю новыми песнями, переписанную версию 3 из их предыдущих треков: «Dream Candy», «Muah!» и «Snowman», а также инструментальную версию заглавного трека.
27 декабря они обнародовали фанатов двумя концептуальными образами группы, которые были позже выпущены. Первый следует за симпатичным и невинным образом, а второй показывает ещё невиновную, но более зрелую сторону. 28 декабря APRIL выпустили тизер с участием Рэйчел, который продемонстрировал хореографические ключевые движения танцевальной точки, а также показал, что заглавной песней альбома является «April Story».
30 декабря были обнародованы видеоролики на Джисоль,  Чекён и Рейчел, за которыми последовали Наын, Чавон и Йена 31 декабря. 1 января 2017 года был выпущен яркий сборник пяти новых песен из третьего мини-альбома.

## Промоушен
С 1-е по 3 января Чекён, чавон, Наын, Йена, Рейчел и Джисоль провели серию живых выступлений на канале V-app Naver. 3 января на канале группы в YouTube был выпущен MV на «April Story».
4 января группа также провела прямую рекламную демонстрацию в прямом эфире для «Prelude» в V-app Naver. 6 января, APRIL выступили на Music Bank, M! Countdown канала KBS, Music Core канала MBC и Inkigayo (SBS).
19 января была выпущена специальная хореография на «April Story».
14 февраля 2017 года группа исполнила специальный этап «LUV» группы APINK для 100-го эпизода SBS MTV The Show. Начиная с 16 февраля, группа исполняла на M! Countdown (Mnet), серию специальных этапов «WOW», которая также фигурирует в альбоме Prelude.

## Трек
| №                        | Название                                                | Лирика                                            | Музыка                                    | Аранжировка                      | Продол-сть |
| ------------------------ | ------------------------------------------------------- | ------------------------------------------------- | ----------------------------------------- | -------------------------------- | ---------- |
| 1.                       | «April Story» (봄의 나라 이야기; Bomeh Nara Iyagi)      | e.one                                             | e.one                                     | e.one                            | 3:23       |
| 2.                       | «As It Is Now» (지금 모습 이대로; Jigeum Moseub Idaero) |                                                   | ZigZag Note                               | ZigZag Note                      | 3:18       |
| 3.                       | «Stop Time» (시간아 멈춰라; Sigana Meomchwora)          |                                                   |                                           |                                  | 3:21       |
| 4.                       | «WOW»                                                   | Kim Boa (Spica), G-High, Lee Joo-hyung (MonoTree) | G-High, Lee Joo-hyung (MonoTree)          | G-High, Lee Joo-hyung (MonoTree) | 3:17       |
| 5.                       | «Fine Thank You»                                        | Song Yang-ha, Kim Dong-yeol, Brand Newsic         | Song Yang-ha, Kim Dong-yeol, Brand Newsic |                                  | 3:24       |
| 6.                       | «Dream Candy» (꿈사탕; Kkumsatang; Special ver.)        | ButterFly                                         | ButterFly                                 | ButterFly                        | 4:04       |
| 7.                       | «Muah!» (Special ver.)                                  | Mafly, The Sunday                                 | Machwave, Lee Jun-yeob                    | Machwave, Lee Jun-yeob           | 3:13       |
| 8.                       | «Snowman» (Special ver.)                                | Lee Joo-hyung                                     | Lee Joon-hyung, Asle Park, Kim Yoo-seok   | Asle Park, Kim Yoo-seok          | 3:05       |
| 9.                       | «April Story» (instrumental)                            |                                                   |                                           |                                  | 3:27       |
| Общая продолжительность: | Общая продолжительность:                                | Общая продолжительность:                          | Общая продолжительность:                  | Общая продолжительность:         | 30:32      |

## История релиза
| Регион      | Дата             | Формат                     | Лейбл                            |
| ----------- | ---------------- | -------------------------- | -------------------------------- |
| Южная Корея | 4 января 2017 г. | - CD - Цифровое скачивание | - DSP Media - LOEN Entertainment |
| Всемирно    | 4 января 2017 г. | Цифровое скачивание        | - DSP Media - LOEN Entertainment |